# Pasquale Lucchini

Pasquale Lucchini

Pasquale Lucchini (* 7. April 1798 in Arasio bei Montagnola; † 23. Februar 1892 in Lugano) war ein Schweizer Ingenieur und Politiker. Er sass von 1839 bis 1844 und von 1855 bis 1859 für die Radikalen im Tessiner Grossrat.

## Leben
Pasquale Lucchini war der Sohn des Schreiners Stefano Lucchini. Nach kurzer schulischer Ausbildung wurde er zum Maurer ausgebildet und arbeitete ab 1821 als Bauführer beim Bau der Strasse über das Stilfser Joch mit. Er erhielt anschliessend verschiedene Aufträge im Strassenbau und war unter anderem als Leiter der Arbeiten im Veltlin und auf dem Splügenpass beschäftigt. Mit der Zeit bildete er sich autodidaktisch zum Bauingenieur weiter.
Eine seiner ersten Arbeiten als Bauingenieur im Tessin war die Erstellung des Strassentunnels in der Schlucht von Stalvedro in der Leventina und vor allem der Bau des Seedamms von Melide über den Luganersee von 1841 bis 1847, der die Gotthardroute durchgehend befahrbar machte.
Von 1844 bis 1855 war er als Kantonsingenieur unter anderem mit dem Bau der Brücke über die Tresa und der Strasse in das Onsernonetal beschäftigt; er fertigte auch einige wichtige Studien über die Alpenbahn an. 1863 war er mit der Projekt des Quais von Lugano beauftragt; er entwarf auch die ersten Projekte für die Melioration der Magadinoebene.
Gemeinsam mit Carlo Cattaneo zeigte er als erster auf, dass es technisch möglich wäre, den Gotthard mit der Eisenbahn zu durchstossen; in mehreren Publikationen zwischen 1852 und 1870 stellte er die Vorteile dieser Route vor. Er entwickelte hierbei auch die Idee des Kehrtunnels und gehörte zusammen mit Giovanni Battista Pioda, Carlo Cattaneo und Carlo Battaglini zu den wichtigsten Tessiner Vorkämpfern der Gotthardbahn.
Seine Vorschläge machten deutlich, dass er die Problemlösung intensiv studierte, sie mit neuen Überlegungen einem fortgesetzten Reifeprozess anpasste und hierbei auch den technischen Fortschritt berücksichtigte.
Er betätigte sich neben seiner Aufgabe als Ingenieur auch in der Seidenindustrie und eröffnete 1854, nachdem er aus dem Staatsdienst ausgeschieden war, in Lugano eine Spinnerei, die mit der Zeit weiter anwuchs, bis sie ein industrielles Format annahm.
Als Kantonsingenieur nahm er im Rang eines stellvertretenden Oberstleutnants des Geniekorps mit den Tessiner Truppen unter Giacomo Luvini am Sonderbundskrieg 1847 teil. 1873 gehörte er zu den Gründern der Banca della Svizzera italiana.
1878 war er Präsident des Aktionskomitees, dem auch Antonio Gabrini angehörte, das sich für den Bau der Eisenbahnstrecke Immensee-Chiasso (via Monte Ceneri) (siehe auch Gotthardbahn) aussprach.
Pasquale Lucchini war in erster Ehe mit Battistina Donini, in zweiter Ehe mit Marianna Rusca, Witwe von Domenico Lucchini, verheiratet. Sein Grab befindet sich auf dem Friedhof gegenüber der Kirche Sant’Abbondio in Collina d’Oro.

## Ehrungen
- In Collina d’Oro wurde die Strasse Via dei Lucchini, in Lugano die Via Pasquale Lucchini nach Pasquale Lucchini benannt.
- In Bissone wurde östlich des Dammes von Melide ein einfaches Denkmal zu seiner Erinnerung gesetzt; es wurde geschaffen von den Architekten Aldo Lucchini (1914–1975) und Raoul Casella, beide aus Lugano und Nachkommen von Pasquale Lucchini.

## Schriften (Auswahl)
- Sulla linea la piu conveniente per la costruzione di una strada ferrata attraverso le Alpi e la Svizzera, destinata ad unire le strade ferrate del Piemonte con quelle del Reno e della Germania: Pensieri. Verbano, Bellinzona 1852.
- Nella vertenza della strada ferrata del San Gottardo: memorie; Lo scoltetto ed il Governo del Cantone di Lucerna al Governo del Canton Ticino. Tip. Veladini, Lugano 1853.
- Ferrovia attraverso le Alpi. Bellinzona 1853.
- Progetto di una strada-ferrata attraverso il San Gottardo onde collegare le ferrovie d’Italia. Bellinzona 1853.
- Ferrovia attraverso le Alpi: Quarta memoria. Locarno  1859.
- Passaggio del San Gottardo per una via ferrata. Lugano 1861.
- Progetto di valico del Gottardo e del Monteceneri con pendenze non maggiori del 16 per mille. Bellinzona 1870.
- Sistemazione del pelo d’acqua del Ceresio: progetto di canale a preferirsi per derivazione di acqua irrigua e dinamica dal lago di Lugano: considerazioni e proposte. Tipografia Francesco Veladini e Comp, Lugano 1884.